# Darlington Arena
La Darlington Arena (nota come The Northern Echo Darlington Arena per motivi di sponsorizzazione) è uno stadio di rugby situato a Darlington, Inghilterra.
Ha ospitato, fino al 2012, le partite in casa del Darlington F.C.. Dal 2012 è casa del Darlington M. Park che ha acquistato lo stadio e l'area circostante